# 호프호저
호프호저(Coendou speratus)는 아메리카호저과에 속하는 설치류의 일종이다. 2013년에 발견된 브라질의 토착종이다. 현지에서 코안두-미림(coandu-mirim)으로 알려져 있으며, 가장 중요한 생물다양성 집중 지역의 하나인 상프란시스쿠강 북쪽의 브라질 북동부 해안 지역에 널리 분포한다.